# Jay Robinson
Jay Robinson (* 14. April 1930 in New York City, New York; † 27. September 2013 in Sherman Oaks, Kalifornien) war ein US-amerikanischer Schauspieler. 

## Leben
Jay Robinson gab 1953 sein Leinwanddebüt als römischer Kaiser Caligula in dem Monumentalfilm Das Gewand. Auch in der ein Jahr später gedrehten Fortsetzung Die Gladiatoren verkörperte er den Kaiser. Wie Robinson selber zugab, wurde er in der Folgezeit so eingebildet, dass kaum ein Produzent etwas mit ihm zu tun haben wollte. 
1960 wurde Robinson wegen Besitzes und Verkaufs von Heroin zu einer Haftstrafe von einem Jahr verurteilt. Dies machte ihn in Hollywood zu einer unerwünschten Person. Nachdem er auf Bewährung freigelassen worden war, arbeitete er in verschiedenen Jobs, z. B. als Koch und als Assistent für einen Tierarzt. 1966 wurde er wegen Verstoßes gegen die Bewährungsauflagen erneut inhaftiert. Im Gefängnis arbeitete er bei der Gefängnis-Feuerwehr. Nach 15 Monaten wurde er entlassen.
1968 stand er wieder vor der Kamera. In verschiedenen Fernsehserien konnte er Gastauftritte verbuchen. Mit dem Film Bunny und Bill kehrte Robinson 1971 auf die Kinoleinwand zurück. Dies war nur durch den persönlichen Einsatz von Bette Davis möglich, die schon immer sein Talent schätzte. Von nun an war er neben seinen Auftritten in Fernsehsendungen auch vermehrt in Hollywoodproduktionen zu sehen. Seine letzte Filmrolle spielte er 1994 in dem Krimi Mord unter Freunden, seinen letzten TV-Auftritt absolvierte er im gleichen Jahr für die Sitcom Die Nanny. Eine letzte Arbeit für eine Fernsehproduktion folgte 1998, als er für 13 Folgen der Zeichentrickserie Mad Jack – der beknackte Pirat verschiedene Figuren sprach.

## Familie
1960 heiratete Jay Robinson seine Kollegin in der Tierarztpraxis, Pauline Flowers. Mit ihr hatte er einen Sohn. Er blieb mit ihr bis zu ihrem Tod 2002 verheiratet. 2004 heiratete er ein zweites Mal. Mit seiner zweiten Ehefrau Gloria Casas blieb er bis zu seinem Tod zusammen.
Jay Robinson starb am 27. September 2013 in seinem Haus in Sherman Oaks an den Folgen einer Herzinsuffizienz.

## Filmografie (Auswahl)
Film
- 1953: Das Gewand (The Robe)
- 1954: Die Gladiatoren (Demetrius and the Gladiators)
- 1955: Die jungfräuliche Königin (The Virgin Queen)
- 1956: Wilde Nacht (The Wild Party)
- 1957: Mein Mann Gottfried (My Man Godfrey)
- 1971: Bunny und Bill (Bunny O'Hare)
- 1972: Was Sie schon immer über Sex wissen wollten, aber bisher nicht zu fragen wagten (Everything You Always Wanted to Know About Sex* (*But Were Afraid to Ask))
- 1974: Terror über den Wolken (This Is a Hijack)
- 1974: Drei eiskalte Profis (Three the Hard Way)
- 1974: Nachtmahr (Nightmare Honeymoon)
- 1975: Shampoo
- 1978: Die Colson Affäre (Born Again)
- 1980: Sam Marlow, Privatdetektiv (The Man with Bogart's Face)
- 1982: Talon im Kampf gegen das Imperium (The Sword and the Sorcerer)
- 1982: Im Netz der Angst (Memories Never Die)
- 1986: The Bikini Shop (The Malibu Bikini Shop)
- 1988: Big Top Pee-Wee
- 1992: Bram Stoker’s Dracula (Dracula)
- 1992: Das Geisterschiff (Ghost Ship)
- 1993: Skeeter – Invasion des Grauens (Skeeter)
- 1993: Flucht aus der Vergangenheit (Dying to Remember)
- 1994: Mord unter Freunden (Murder Between Friends)

Serien
- 1968–1974: Mannix – 5 Folgen
- 1968: Verrückter wilder Westen (The Wild Wild West) – 1 Folge
- 1968: Raumschiff Enterprise (Star Trek) – 1 Folge
- 1969: Der Strafverteidiger (Judd, for the Defense) – 1 Folge
- 1969–1970: Verliebt in eine Hexe (Bewitched) – 2 Folgen
- 1970: Die Leute von der Shiloh Ranch (The Virginian) – 1 Folge
- 1972: Hawaii Fünf-Null (Hawaii Five-0) – 1 Folge
- 1974: Banacek – 1 Folge
- 1974: Planet der Affen (Planet of the Apes) – 1 Folge
- 1975: Der Nachtjäger (Kolchak: The Night Stalker) – 1 Folge
- 1975: Bronk – 1 Folge
- 1975: Harry O – 1 Folge
- 1975–1976: Die Waltons (The Waltons) – 3 Folgen
- 1976: Dr. Shrinker – 16 Folgen
- 1976–1982: Barney Miller – 2 Folgen
- 1979: Buck Rogers – 1 Folge
- 1982: Die Zeitreisenden (Voyagers!) – 1 Folge
- 1983: CHiPs – 1 Folge
- 1983: Die Himmelhunde von Boragora (Tales of the Gold Monkey) – 1 Folge
- 1983: Agentin mit Herz (Scarecrow and Mrs. King) – 1 Folge
- 1983: Amanda stilles Haus (Amanda's) – 1 Folge
- 1987: Harrys wundersames Strafgericht (Night Court) – 1 Folge
- 1987: The Real Ghostbusters – 1 Folge (Stimme)
- 1987–1991: Mord ist ihr Hobby (Murder, She Wrote) – 2 Folgen
- 1988–1989: Zeit der Sehnsucht (Days of Our Lives) – 50 Folgen
- 1989: Cheers – 1 Folge
- 1993: Frank Sinatra – Der Weg an die Spitze (Sinatra) – 2 Folgen
- 1994: Die Nanny (The Nanny) – 1 Folge
- 1998: Mad Jack – der beknackte Pirat (Mad Jack the Pirate) – 13 Folgen (Stimme)